# Ilattia padanga
Ilattia padanga là một loài bướm đêm trong họ Noctuidae.